# Periakottai
Periakottai es una ciudad censal situada en el distrito de Tirupur en el estado de Tamil Nadu (India). Su población es de 17356 habitantes (2011). Se encuentra a 71 km de Tirupur y a 64 km de Coimbatore.

## Demografía
Según el censo de 2011 la población de Periakottai era de 17356 habitantes, de los cuales 8845 eran hombres y 8811 eran mujeres. Andipalayam tiene una tasa media de alfabetización del 88,14%, superior a la media estatal del 80,09%: la alfabetización masculina es del 92,68%, y la alfabetización femenina del 83,41%.